# 卫星服务株式会社
卫星服务株式会社（日语：株式会社サテライト・サービス）是隶属富士电视公司的卫星基干广播事业所有者。本公司是富士媒体控股股份公司的非连接子公司，本部与富士电视台共处富士产经集团大楼。拥有探索频道与动物星球在日本播出权益的朱庇特通信股份公司也是本公司的主要股东。

## 下辖频道
注：粗体字频道为高清频道。

### 正在播出的频道
- 307频道 富士电视ONE 体育·综艺（日语：フジテレビONE）
- 308频道 富士电视TWO 剧集·动画（日语：フジテレビTWO）
- 309频道 富士电视NEXT 现场·付费（日语：フジテレビNEXT）
- 340频道 探索频道
- 341频道 动物星球频道

### 已停止播出的频道
- 183频道 狄诺斯频道（日语：ディノス）
- 292频道 时代剧专门频道（日语：時代劇専門チャンネル）
- 332频道 Animax

## 关联词条
- 富士电视ONE TWO NEXT
  - 富士电视ONE 体育·综艺（日语：フジテレビONE）
  - 富士电视TWO 剧集·动画（日语：フジテレビTWO）
  - 富士电视NEXT 现场·付费（日语：フジテレビNEXT）
- 探索频道
- 动物星球频道